# Ethenon
Ethenon je systematický název ketenu, organické sloučeniny se vzorcem CH2=C=O. Jedná se o nejjednodušší sloučeninu patřící mezi keteny
Tato látka se používá jako acetylační činidlo.

## Vlastnosti
Ethenon je za standardních podmínek vysoce reaktivním plynem, s dráždivým zápachem. Stabilní je pouze za nízkých teplot (okolo −80 °C) a musí se tak pokaždé připravovat zvlášť těsně před použitím, aby nedošlo k dimerizaci na diketen, nebo tvorbě polymerů. Množství polymerů vzniklých při přípravě lze omezit například přidáním oxidu siřičitého. Jelikož jeho molekula obsahuje kumulované dvojné vazby, tak je ethenon značně reaktivní; účastní se adičních reakcí se sloučeninami obsahujícími kyselé vodíky, za tvorby derivátů kyseliny octové, například s vodou vytváří kyselinu octovou a s primárními či sekundárními aminy příslušné acetamidy.

## Příprava
Ethenon se připravuje tepelnou dehydratací kyseliny octové při 700–750 °C za použití triethylfosfátu jako katalyzátoru:
CH3CO2H → CH2=C=O + H2O
Také jej lze získat termolýzou acetonu při 600–700 °C.
CH3COCH3 → CH2=C=O + CH4
Tento způsob přípravy se označuje jako Schmidlinova syntéza ketenů.

## Historie
Ethenon poprvé připravil v roce 1908 Hermann Staudinger reakcí bromacetylbromidu s kovovým zinkem Roku 1910 byla popsána příprava dehydratací kyseliny octové.
Později byla popsána také příprava tepelným rozkladem acetanhydridu.

## Výskyt
Ethenon byl pozorován v kometách a v mezihvězdném plynu.

## Reakce a použití
Ethenon je meziproduktem tvorby acetanhydridu z kyseliny octové, sloužícího k acetylačním reakcím.
Ethenon reaguje za přítomnosti Lewisových kyselin (například AlCl3, ZnCl2 nebo BF3) s formaldehydem za vzniku β-propiolaktonu. Nejvýznamnějším využitím je výroba kyseliny sorbové reakcí s krotonaldehydem v toluenu za teploty okolo 50 °C a přítomnosti zinečnatých solí mastných kyselin; výsledkem reakce je polyester 3-hydroxyhex-4-enové kyseliny, který se tepelně nebo hydrolyticky rozkládá na kyselinu sorbovou.
Ethenon snadno reaguje s nukleofily za tvorby acetylových skupin; například s vodou vytváří kyselinu octovou (s tou reaguje za vzniku acetanhydridu), s amoniakem a aminy vznikají ethanamidy a se suchými halogenovodíky acetylhalogenidy.
Kyselina octová vzniká přes ethen-1,1-diol, který se následně tautomerizuje.
Ethenon se také může dimerizovat [2+2] fotocykloadicí na cyklický produkt označovaný jako diketen; z tohoto důvodu není vhodné jej skladovat po delší dobu.

## Bezpečnost
Ethenon způsobuje podráždění očí, nosu, krku, a plic. Jeho toxikologické vlastnosti se podobají fosgenu.
Ethenonem může vznikat při pyrolýze alfa-tokoferylacetátu, používaného v některých náplních do elektronických cigaret.